# Canal+ 360
Canal+ 360 es un canal de televisión privado de pago de Polonia, perteneciente a Canal+ Polska. Se trata de un canal que emite deportes, documentales y series. 

## Historia
El canal inició emisiones como Canal+ Sport 3 el 13 de marzo de 2010, en exclusiva a través de la plataforma Cyfra+, emitiendo todos los sábados y domingos.
El 11 de septiembre de 2010, el canal cambió su nombre a Canal+ Gol, emitiendo todos los sábados, domingos y lunes.
El 30 de julio de 2011, el canal volvió a cambiar el nombre a Canal+ Weekend, emitiendo todos los viernes, sábados y domingos. Su programación seguía siendo de deportes, aunque, ocasionalmente, emitía películas.
El 5 de abril de 2013, el canal pasó a llamarse Canal+ Family, en medio de cambios y reorganización de canales por el lanzamiento de nc+. A pesar de ello, el canal seguía emitiendo deportes.
El 11 de mayo de 2015 se renovó la programación del canal, ya que los eventos deportivos se trasladaron a Canal+ Sport 2 y Canal+ Family pasó a centrarse en películas y series para la familia.
Desde el 1 de julio de 2020 el canal emite publicidad.
El 20 de agosto de 2024, la programación del canal se modificó. Desde entonces, el canal emite deportes, documentales y series. El 13 de septiembre de 2024 el canal cambió su nombre a Canal+ 360, su denominación actual.

## Imagen corporativa

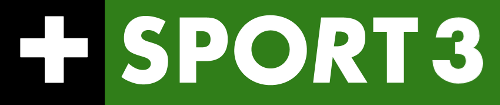
2010
2010 - 2011
2011 - 2013
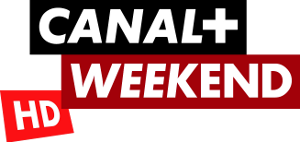
Logo en HD
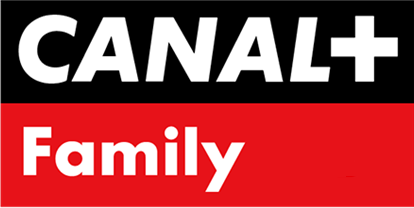
2013 - 2015
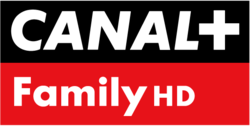
Logo en HD
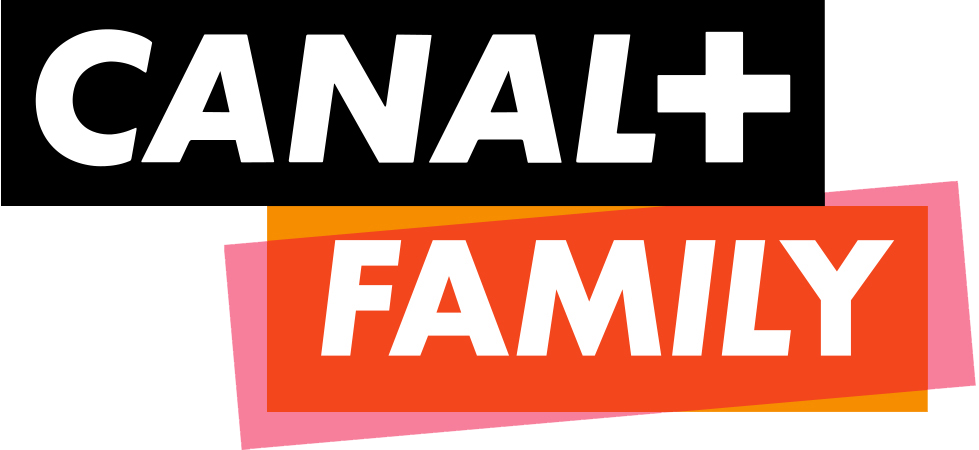
2015 - 2024
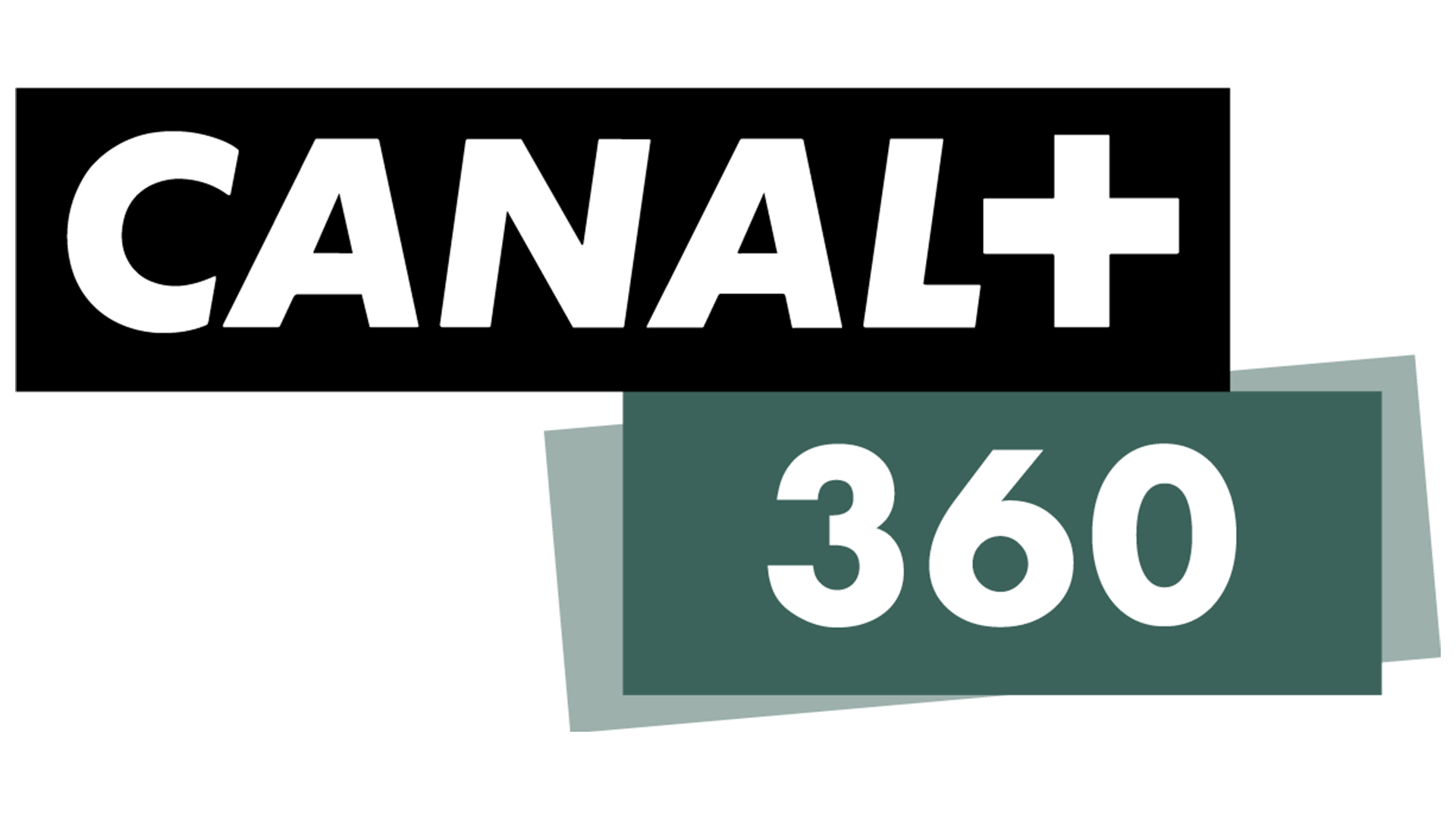
Desde 2024